# Sorghöfe
Die Sorghöfe sind eine Kleinsiedlung im Stadtgebiet von Bad Salzungen im Wartburgkreis in Thüringen.

## Lage
Die zum Stadtteil Kaltenborn gehörende Siedlung umfasst den Obersorghof, den Untersorghof und die im Umfeld der Höfe entstandene Bebauung. Die Sorghöfe liegen etwa einen Kilometer südlich der Kernstadt an der Kreisstraße zwischen den Bad Salzunger Stadtteilen Wildprechtroda und Kaltenborn. Die Siedlung wird vom Pfitzbach durchflossen. Die geographische Höhe des Ortes beträgt 270 m ü. NN.

## Geschichte
Die urkundliche Ersterwähnung für den Obersorghof wurde 1820 und für den Sorghof 1792 datiert.

## Einzelnachweise

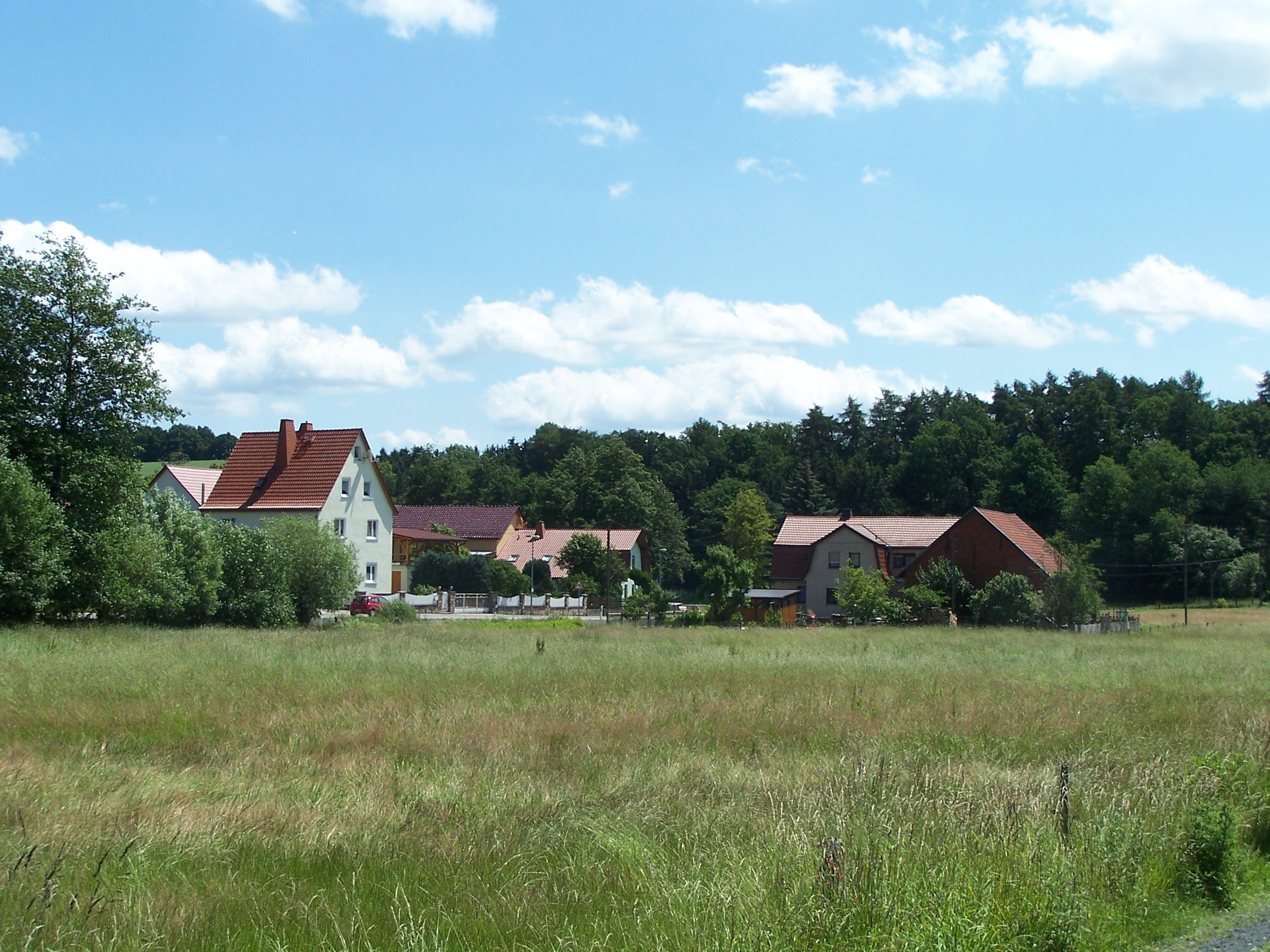
Blick zum Untersorghof (2012)